# 卡尔·阿莫瑞
卡尔·阿莫瑞（Carl Amery，1922年4月9日—2005年5月24日），德国作家、環保運動者，德国绿党创始人之一，四七社的參與者。他生於慕尼黑，曾就讀於慕尼黑大學與美國天主教大學。於慕尼黑逝世。